# Vestbirk
Vestbirk er en landsby i Østjylland, beliggende 3 km vest for Østbirk, 8 km øst for Brædstrup og 17 km nordvest for Horsens. Landsbyen hører til Horsens Kommune og ligger i Region Midtjylland. Vestbirk hører til Østbirk Sogn, og Østbirk Kirke ligger i Østbirk.

## Geografi
Vestbirk ligger naturskønt 8 km sydvest for et af Danmarks højeste punkter, Yding Skovhøj på 172,54 m. Landskabet bærer tydelige præg af Istiden med store engstrækninger, der viser hvor smeltevandet fra gletsjerne løb. På bunden af gletcherdalene ligger Gudenåen og de tre opstemmede Vestbirksøer: Bredvad Sø, Naldal Sø og Vestbirk Sø. De blev dannet i 1922-24, da Vestbirk Kraftværk blev opført hvor den nedbrændte Vestbirk Garn- og Trikotagefabrik (1852-1920) også havde ligget og udnyttet vandkraften. De nye søer blev udflugtsmål for lystfiskere og turister, og ved bredden af Vestbirk Sø fandtes traktørstedet Sølyst 1930-1974.

## Faciliteter
Vestbirk er kendt for sit grundtvigske skoleliv med Vestbirk Højskole (1884-2006), Vestbirk Friskole (oprettet 1892) og Vestbirk Efterskole (oprettet 1907). Efter at højskolen lukkede, blev dens bygninger i 2007 overtaget af efterskolen, som samtidig ændrede navn til Vestbirk Musik- og Sportsefterskole. Efterskolen overtog i 2013 også Vestbirk Ridecenter, så eleverne kan få opstaldet deres heste og modtage undervisning fra ridelærerne – Vestbirk Rideklub blev stiftet i 1965 og havde i mange år haft et tæt samarbejde med efterskolen.
Vestbirk Friskole har elever i 3 grupper: Lillegruppen (0.-2. klasse) med 32 børn, Mellemgruppen (3.-5. klasse) og Storegruppen (6.-8. klasse). Skolen er karakterfri og skolegangen slutter med 8. klasse, så skolen tilbyder ikke Folkeskolens Afgangsprøve. Vestbirk Naturbørnehave startede 2. august 2010 efter 3 års forberedelse. Det er en privat institution, ejet af Vestbirk Friskole og med plads til 30 børn.
Vestbirk Forsamlingshus har en aktiv bestyrelse, der arrangerer koncerter, fællesspisning, håndarbejdsværksted, gymnastik mm. Der ligger en campingplads mellem Bredvad Sø og Naldal Sø. Midttrafik betjener Vestbirk med busruterne 112 Horsens-Østbirk-Voerladegård og 501 Brædstrup-Østbirk samt skolebusserne 630 til Gedved-området og 631 til Yding-området.

## Historie
I 1682 bestod Vestbirk landsby af 13 gårde. Det samlede dyrkede areal udgjorde 451,9 tønder land skyldsat til 52,92 tønder hartkorn. Dyrkningsformen var græsmarksbrug med tægter.
I 1879 blev byen beskrevet således: "Vestbirk med et Spinderi ved Gudenaa".

### Stationsbyen
I 1904 omtales byen således: "Vestbirk, nær ved Gudenaa, med Skole, Folkehøjskole (opr. 1884) med Friskole, teknisk Skole (opr. 1886), Købmandshdl., Trikotagefabrik og Jærnbaneholdeplads;" Den tekniske skole blev oprettet af højskolens initiativrige forstander Grønvald Nielsen. Vestbirk Vandværk startede i 1947.
23. april 1899 blev Horsens-Bryrup Jernbane indviet, og Vestbirk fik i starten et trinbræt med svinefold, men blev 1. oktober 1913 oprykket til station. Vestbirk havde i 1911 344 indbyggere og i 1916 248 indbyggere. Byen lå et stykke fra stationen, og en sammenvoksning skete ikke. Bryrupbanen var en smalsporet privatbane, men for at undgå omladning af gods til og fra Statsbanerne blev den i 1929 omlagt til normalspor og samtidig forlænget til Silkeborg. Banen skiftede navn til Horsens-Bryrup-Silkeborg Jernbane (HBS) og var nu 60,9 km lang.
I 1965 havde Vestbirk 212 indbyggere.
Efter at være udkonkurreret af bilerne blev banen nedlagt 30. marts 1968.
Stationsbygningen, der først blev opført i 1920, er bevaret på Birknæsvej 2. Efter nedlæggelsen af banen anlagde man Naturstien Horsens-Silkeborg, som på skiltene kaldes Bryrupbanestien. Den er 60 km lang og har delstrækninger på tilsammen 45 km, der følger banens tracé. I 1990'erne blev den ene side af stien asfalteret og gjort til cykel- og gangsti, mens heste blev henvist til gruset ved siden af, så deres hove ikke ødelægger cykelstien. En af de strækninger, hvor naturstien ikke følger banetracéet, er de 4 km mellem Bryrup og Vrads, hvor skinnerne stadig ligger og benyttes til kørsel med veterantog af foreningen Veteranbanen Bryrup-Vrads.